# 臺北經濟文化代表處
臺北經濟文化代表處（英語：Taipei Economic and Cultural Representative Office，TECRO），或稱臺北經濟文化辦事處，簡稱臺灣代表處、臺北代表處或臺北辦事處，是中華民國外交部在非邦交國所設立的驻外機構，具有實質大使館之功能，實際上在駐在國行使大使館或領事館的權責，其人員在駐在國享有部分外交禮遇。
设置此类代表机构，通常是中華民國政府與原邦交國因北京的一個中國政策失去邦交后采取的權宜措施。早期代表机构名称不一:9，亦可能由外交部之外的中華民國政府部门设置，如經濟部设置的遠東貿易服務中心、行政院新聞局駐外機構等。中華民國外交部设置的這些代表机构，本國稱之為「駐（某國）代表處」或「駐（某地）辦事處」，但在駐在國另有名稱:9。中華民國通過此類代表機構，和駐在國保持政治、經濟貿易、文化等關係與交流。

## 命名

### 「中華民國」、 「臺灣」、「臺北」
在无邦交的駐在國，中華民國外交部積極爭取以「中華民國」或「臺灣」為名，设立外交代表機構。但受限于這些國家与中華人民共和國的外交关系，基於中华人民共和国的「一個中國政策」，駐在國不與中華民國建立正式邦交，但轉以此權宜方式維持雙邊關係；又因代表處不能以中華民國國號冠名，因而轉用具有指標意義的地名——「臺北」冠名。2020年8月，中華民國外交部在中华人民共和国无邦交的索馬利蘭设立台灣駐索馬利蘭共和國代表處。
2002年2月25日，中華民國外交部表示，考慮為駐外機構改一個更有“連續性”的名稱，以“台灣”代替目前使用的“台北”。中華民國外交部發言人張小月指，台灣民意調查顯示，70%的被採訪者讚成用“台灣”代替“台北”，作為駐外機構名稱。2018年11月，中華民國外交部國際傳播司議建議駐外機構臉書粉專名稱以“Taiwan”和所在地點命名。如「駐洛杉磯臺北經濟文化辦事處」（英文：Taipei Economic and Cultural Office in Los Angeles），更名为「Taiwan in Los Angeles」。
在中华人民共和国政治习惯中，「臺灣」相比「臺北」有台独含义。在中华人民共和国邦交国的中华民国外交代表机构使用「臺灣」一名，被中华人民共和国政府方面视为制造“一中一台”。2021年11月设立駐立陶宛台灣代表處之前，曾在中华人民共和国的邦交国，设立臺灣駐巴林王國商務代表團、駐玻利維亞臺灣商務辦事處、臺灣駐利比亞商務代表處等机构，但後來都改名或裁撤。而在中美新冷战的背景下，中华人民共和国外交部发言人赵立坚在2021年9月例行记者会表示，美国政府不得将駐美國臺北經濟文化代表處更名为“台湾代表处”。
2023年3月15日，斐濟政府決議將駐斐濟臺北商務辦事處恢復名稱為中華民國（臺灣）駐斐濟商務代表團，是駐非邦交國機構中唯一使用中華民國國號。但在6月21日，由於斐濟政府受到中華人民共和國的強大壓力，最終決定改回原名。

### 「经济」、「文化」
2021年8月，澳大利亚ABC中文对駐澳大利亞臺北經濟文化辦事處一名发言人采访中，发言人解释命名为何侧重“经济”和“文化”两个方面。这是中华民国对涉外关系一种“务实的观点”，同时符合机构命名需简洁明了的要求。“经济”和“文化”即概括性用词。

## 概要
臺北經濟文化代表處的功能是發展實質的對等互利關係，「促進中華民國與外國間經貿、投資、文化、科技等交流合作及民間之瞭解與互助」，在駐在國實質代表中華民國的利益。臺北代表處雖然不稱為大使館，但經由中華民國外交部官方授權，可行使大使館等正式外交機構的部分職責，如发展双边关系、负责侨务、核發中華民國護照及簽證等。
在一般情況下，臺北代表處享有治外法權保障，駐節國家所提供的領事保護機制相近，部分國家則給與臺北代表處人員等同正式外交使節或國際組織人員的身份，享有外交特權或外交豁免權的待遇，例如：美國、日本、紐西蘭、瑞士、沙烏地阿拉伯等。其他國家也在臺灣設立類似的代表機構，如美國在臺協會臺北辦事處、加拿大駐台北貿易辦事處等。
中華民國外交部將「代表處」的地位定位為大使館，「辦事處」則同於領事館。為配合組織改造，依立法院於2012年1月20日通過、經總統公布的《駐外機構組織通則》，規範外交部和其他中央部會駐外機構組織編制，並自9月1日開始將駐外人員之行政職稱統一以正式官銜訂定，駐外機構（大使館與代表處）之館長均稱大使，解決原先大使館、總領事館、代表處、辦事處人員職稱複雜、容易混淆的問題。
中華民國政府在香港、澳門兩地設置的代表機構亦稱為「臺北經濟文化辦事處」，但因港澳兩地為中華人民共和國的特別行政區，依《香港澳門關係條例》，駐在之臺北經濟文化辦事處的主管機關為中華民國大陸委員會而非外交部，以表示港澳地區為區別於大陸地區的中華民國固有疆域。

## 駐外代表處列表
| 國家／組織／地區 | 駐外代表處                                 | 網頁 | 雙邊關係 |
| 北美             | 北美                                       | 北美 | 北美     |
| ---------------- | ------------------------------------------ | ---- | -------- |
| 加拿大           | 駐加拿大臺北經濟文化代表處                 | ※    | 雙邊關係 |
| 美国             | 駐美國臺北經濟文化代表處                   | ※    | 雙邊關係 |
| 拉丁美洲及加勒比 |                                            |      |          |
| 巴西             | 駐巴西臺北經濟文化辦事處                   | ※    | 雙邊關係 |
| 墨西哥           | 駐墨西哥臺北經濟文化辦事處                 | ※    | 雙邊關係 |
| 智利             | 駐智利臺北經濟文化辦事處                   | ※    | 雙邊關係 |
| 秘魯             | 駐秘魯臺北經濟文化辦事處                   | ※    | 雙邊關係 |
|                  | 臺北駐厄瓜多商務處                         | ※    | 雙邊關係 |
| 哥伦比亚         | 駐哥倫比亞臺北商務辦事處                   | ※    | 雙邊關係 |
| 阿根廷           | 駐阿根廷台北商務文化辦事處                 | ※    | 雙邊關係 |
| 非洲             |                                            |      |          |
|                  | 駐象牙海岸臺北代表處                       | ※    | 雙邊關係 |
| 奈及利亞         | 駐奈及利亞聯邦共和國臺北貿易辦事處         | ※    | 雙邊關係 |
| 索馬利蘭         | 台灣駐索馬利蘭共和國代表處                 | ※    | 雙邊關係 |
| 南非             | 駐南非共和國臺北聯絡代表處                 | ※    | 雙邊關係 |
| 歐洲             |                                            |      |          |
| 英国             | 駐英國台北代表處                           | ※    | 雙邊關係 |
| 比利时 · 欧盟    | 駐歐盟兼駐比利時代表處                     | ※    | 雙邊關係 |
| 西班牙           | 駐西班牙台北經濟文化辦事處                 | ※    | 雙邊關係 |
| 芬兰             | 駐芬蘭臺北代表處                           | ※    | 雙邊關係 |
| 希腊             | 駐希臘臺北代表處                           | ※    | 雙邊關係 |
| 爱尔兰           | 駐愛爾蘭臺北代表處                         | ※    | 雙邊關係 |
| 荷蘭             | 駐荷蘭台北代表處                           | ※    | 雙邊關係 |
| 捷克             | 駐捷克臺北經濟文化辦事處                   | ※    | 雙邊關係 |
| 法國             | 駐法國台北代表處                           | ※    | 雙邊關係 |
| 義大利           | 駐義大利臺北代表處                         | ※    | 雙邊關係 |
| 斯洛伐克         | 駐斯洛伐克臺北代表處                       | ※    | 雙邊關係 |
| 瑞士             | 駐瑞士臺北文化經濟代表團                   | ※    | 雙邊關係 |
| 丹麦             | 駐丹麥台北代表處                           | ※    | 雙邊關係 |
| 德国             | 駐德國台北代表處                           | ※    | 雙邊關係 |
| 匈牙利           | 駐匈牙利臺北代表處                         | ※    | 雙邊關係 |
| 波蘭             | 駐波蘭臺北代表處                           | ※    | 雙邊關係 |
| 瑞典             | 駐瑞典台北代表團                           | ※    | 雙邊關係 |
| 拉脫維亞         | 駐拉脫維亞臺北代表團                       | ※    | 雙邊關係 |
| 立陶宛           | 駐立陶宛台灣代表處                         | ※    | 雙邊關係 |
| 葡萄牙           | 駐葡萄牙臺北經濟文化中心                   | ※    | 雙邊關係 |
| 奥地利           | 駐奧地利台北經濟文化代表處                 | ※    | 雙邊關係 |
| 歐亞             |                                            |      |          |
| 俄羅斯           | 臺北莫斯科經濟文化協調委員會駐莫斯科代表處 | ※    | 雙邊關係 |
| 土耳其           | 駐安卡拉臺北經濟文化代表團                 | ※    | 雙邊關係 |
| 亞洲             |                                            |      |          |
| 泰國             | 駐泰國台北經濟文化辦事處                   | ※    | 雙邊關係 |
| 新加坡           | 駐新加坡臺北代表處                         | ※    | 雙邊關係 |
|                  | 駐汶萊臺北經濟文化辦事處                   | ※    | 雙邊關係 |
| 越南             | 駐越南台北經濟文化辦事處                   | ※    | 雙邊關係 |
| 印度尼西亞       | 駐印尼台北經濟貿易代表處                   | ※    | 雙邊關係 |
| 菲律賓           | 駐菲律賓臺北經濟文化辦事處                 | ※    | 雙邊關係 |
| 沙烏地阿拉伯     | 駐沙烏地阿拉伯王國臺北經濟文化代表處       | ※    | 雙邊關係 |
| 阿联酋           | 駐杜拜臺北商務辦事處                       | ※    | 雙邊關係 |
| 阿曼             | 駐阿曼王國臺北經濟文化辦事處               | ※    | 雙邊關係 |
| 巴林             | 駐巴林臺北貿易辦事處                       | ※    | 雙邊關係 |
| 约旦             | 駐約旦臺北經濟文化辦事處                   | ※    | 雙邊關係 |
| 以色列           | 駐臺拉維夫臺北經濟文化辦事處               | ※    | 雙邊關係 |
| 科威特           | 駐科威特王國臺北商務代表處                 | ※    | 雙邊關係 |
| 印度             | 駐印度台北經濟文化中心                     | ※    | 雙邊關係 |
| 蒙古国           | 駐烏蘭巴托臺北貿易經濟代表處               | ※    | 雙邊關係 |
| 日本             | 臺北駐日經濟文化代表處                     | ※    | 雙邊關係 |
|                  | 駐韓國臺北代表部                           | ※    | 雙邊關係 |
| 马来西亚         | 駐馬來西亞臺北經濟文化辦事處               | ※    | 雙邊關係 |
| 緬甸             | 駐緬甸臺北經濟文化辦事處                   | ※    | 雙邊關係 |
| 大洋洲           |                                            |      |          |
|                  | 駐澳大利亞臺北經濟文化辦事處               | ※    | 雙邊關係 |
| 新西兰           | 駐紐西蘭臺北經濟文化辦事處                 | ※    | 雙邊關係 |
|                  | 駐巴布亞紐幾內亞臺北經濟文化辦事處         | ※    | 雙邊關係 |
| 斐济             | 駐斐濟臺北商務辦事處                       | ※    | 雙邊關係 |
| 港澳地區         |                                            |      |          |
| 香港             | 駐香港臺北經濟文化辦事處                   | ※    | 雙邊關係 |
| 澳門             | 駐澳門臺北經濟文化辦事處                   | ※    | 雙邊關係 |

## 圖集

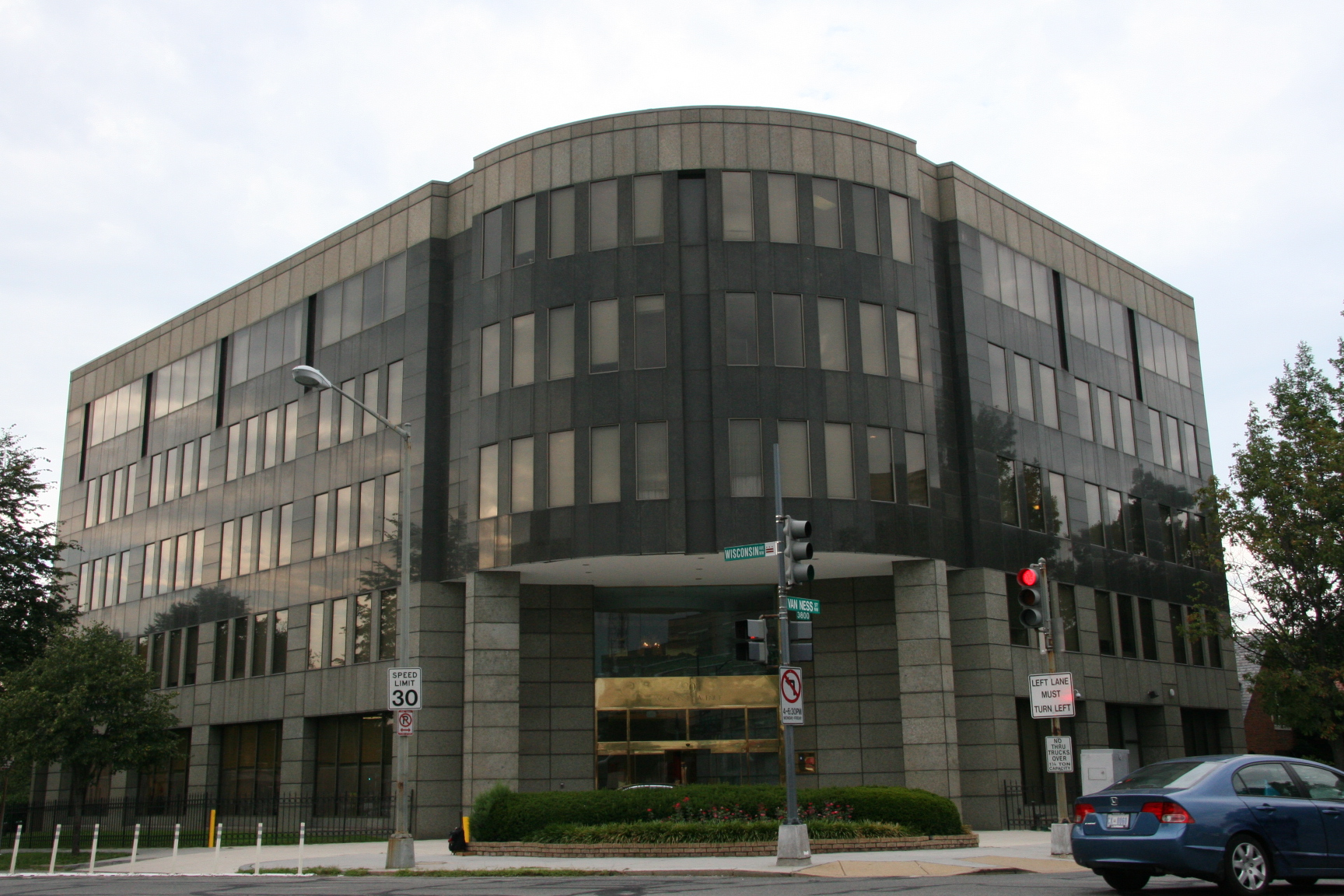
駐美國臺北經濟文化代表處
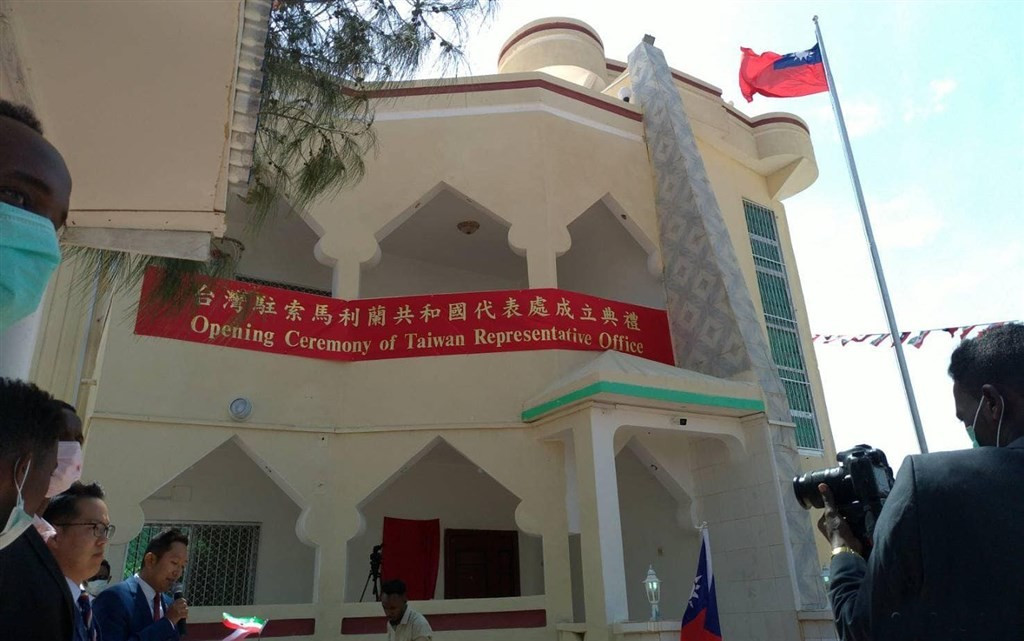
台灣駐索馬利蘭共和國代表處
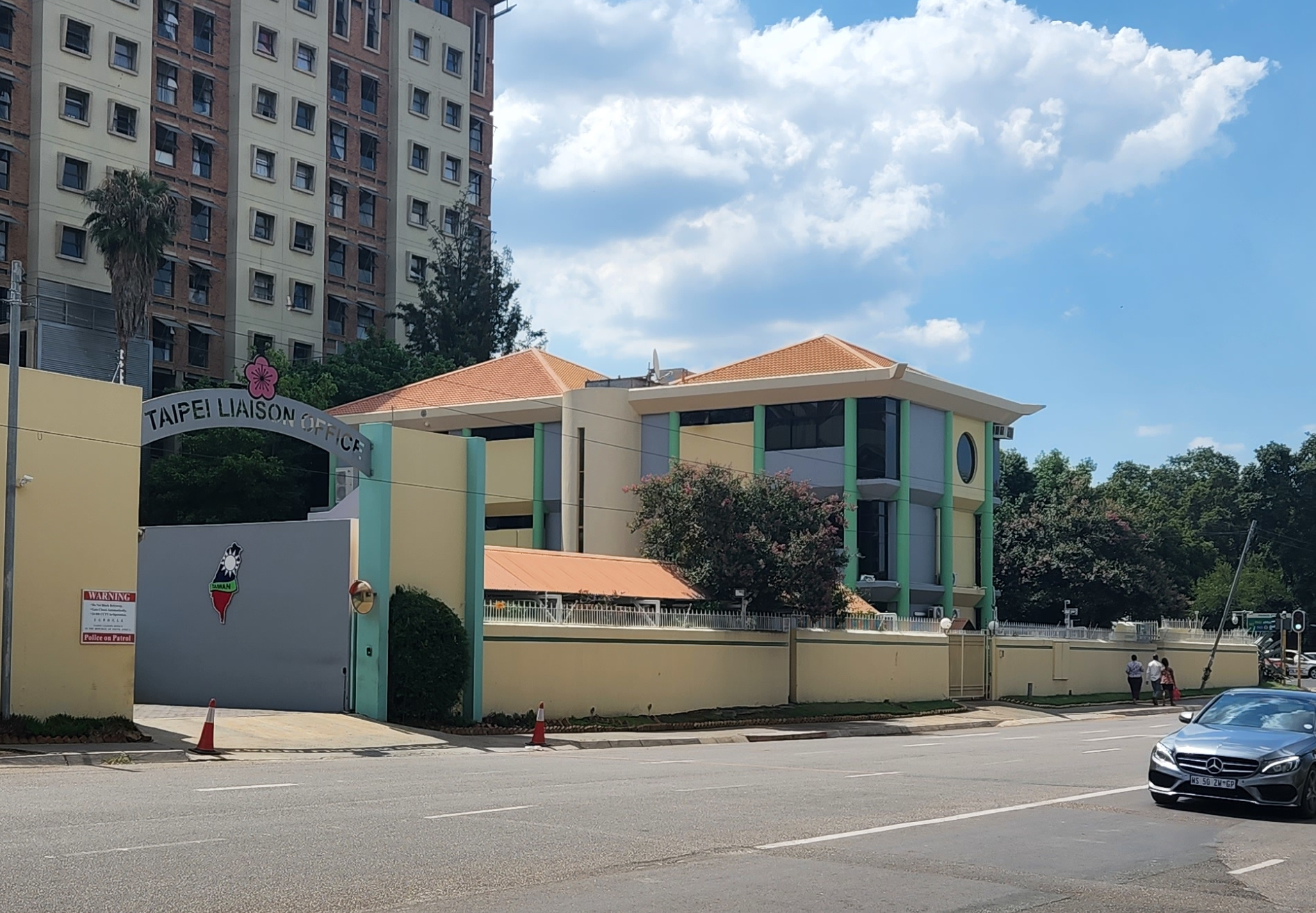
駐南非共和國臺北聯絡代表處
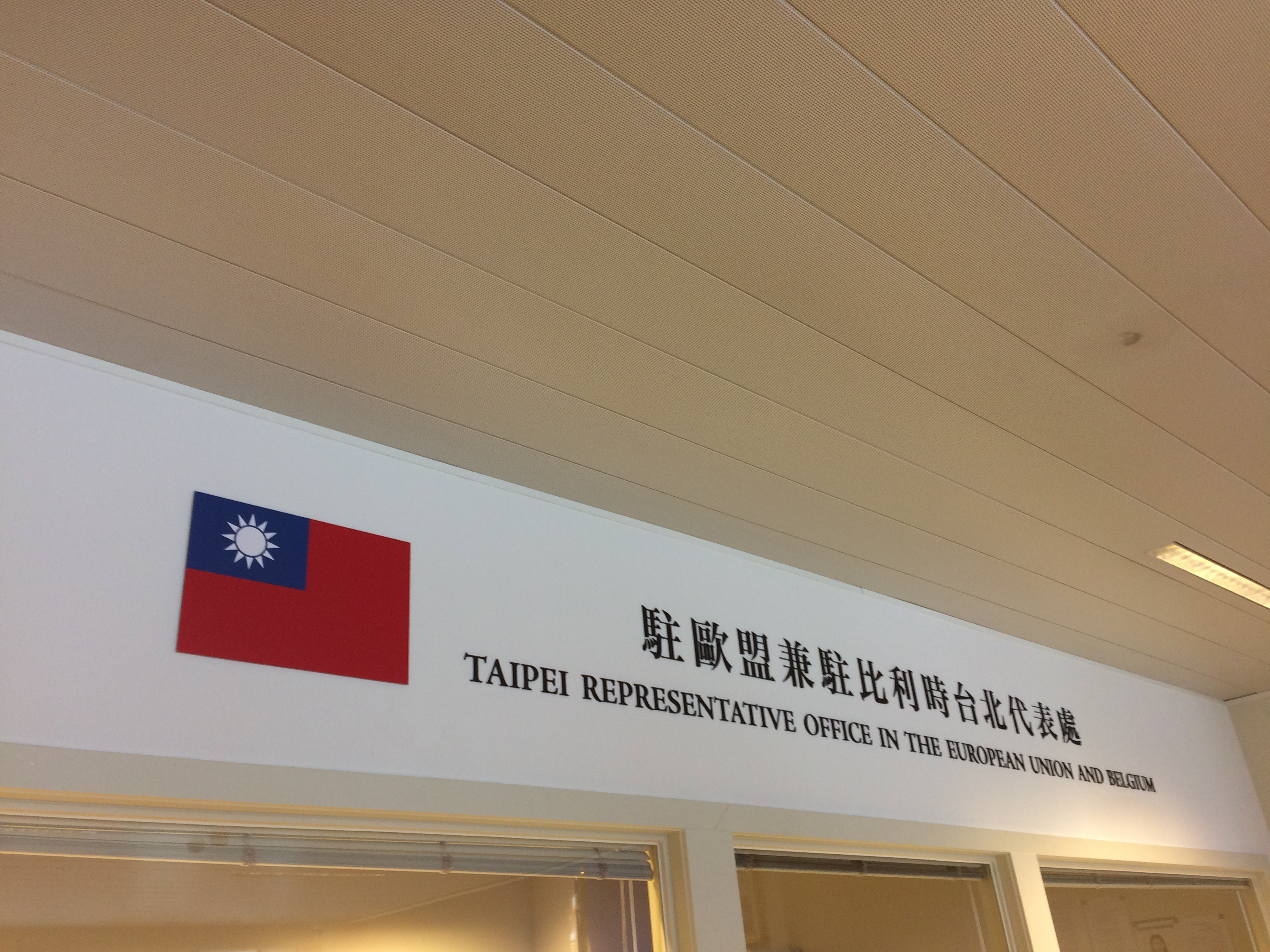
駐歐盟兼駐比利時代表處
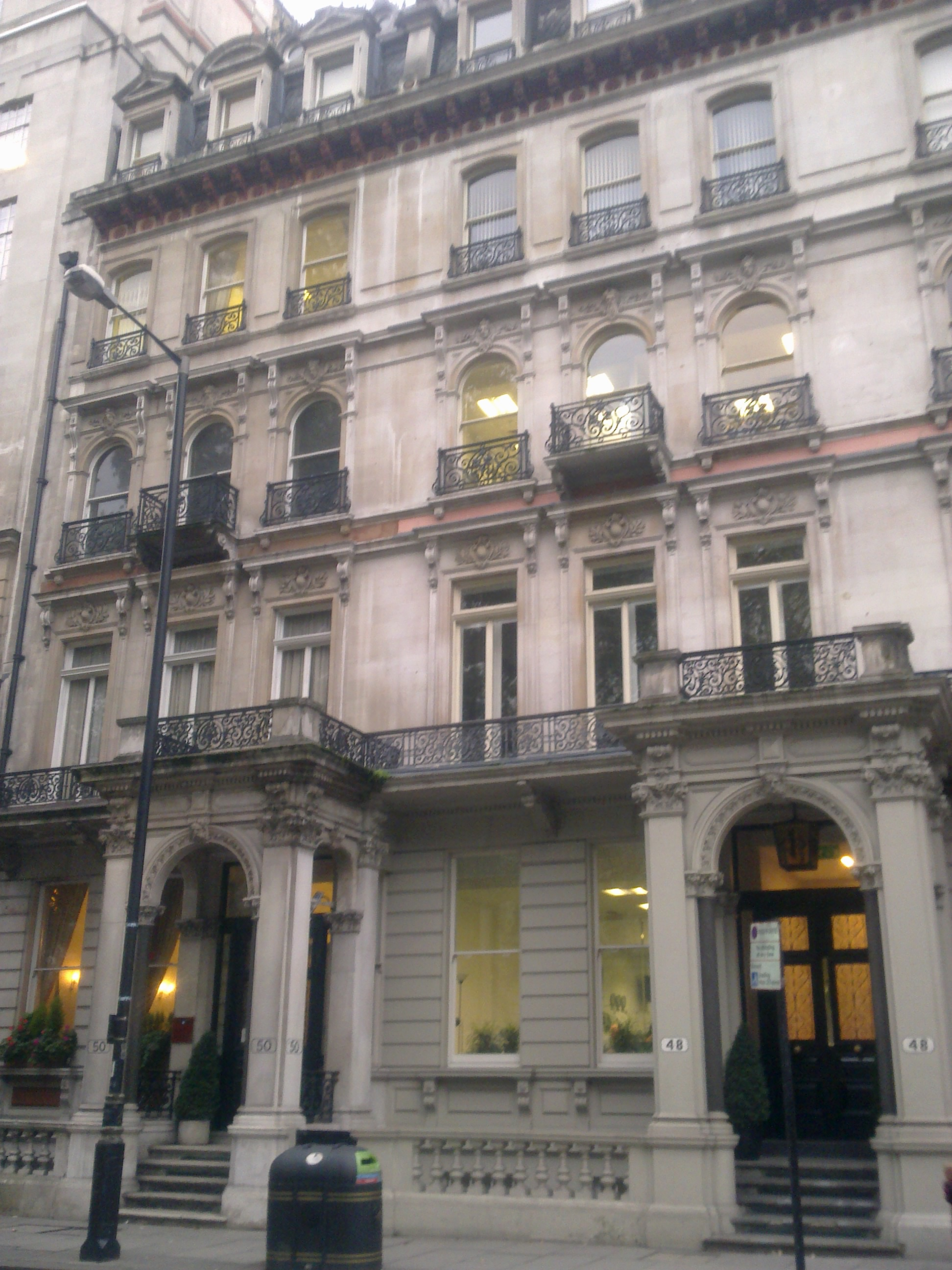
駐英國臺北代表處（左）
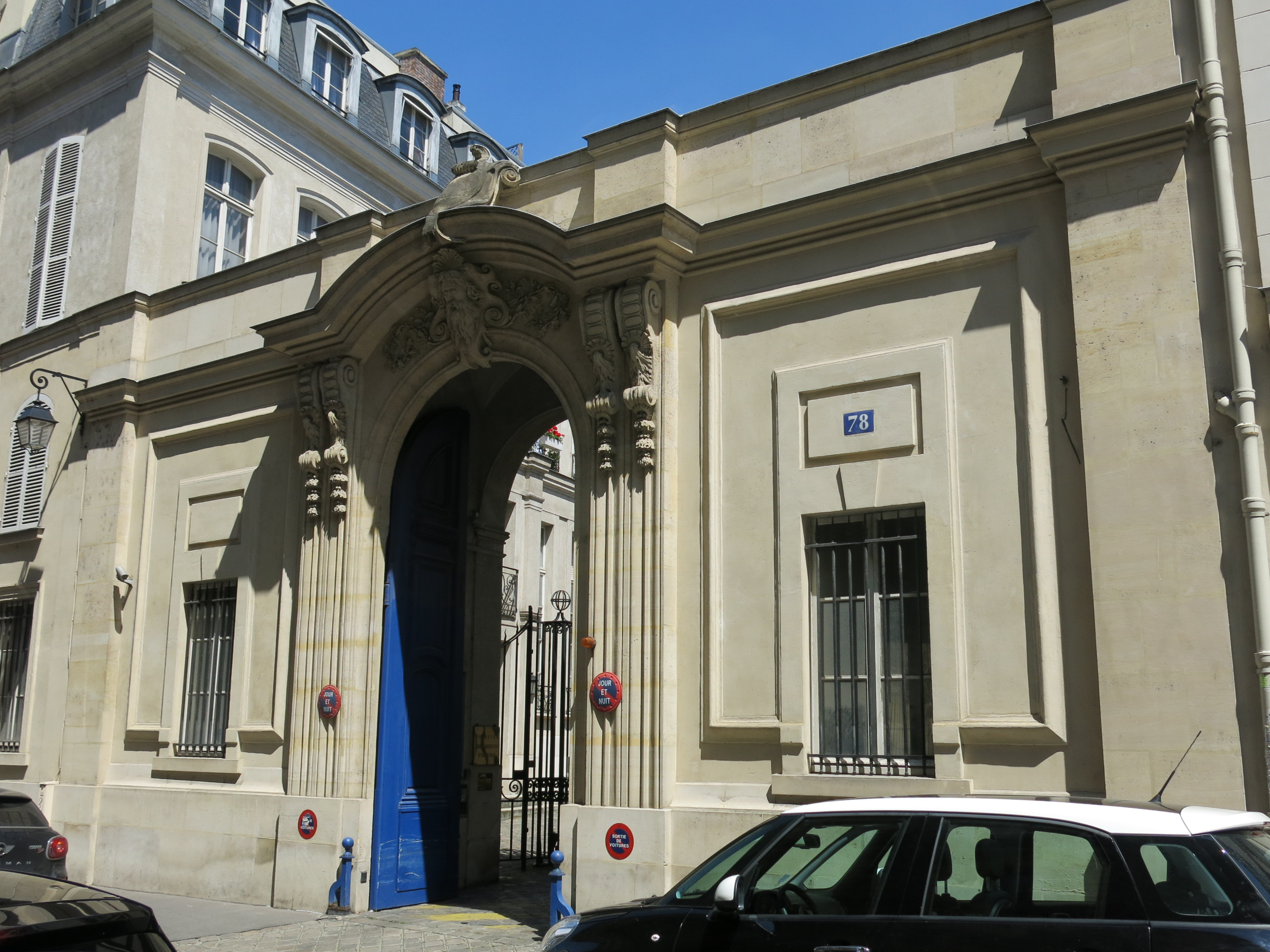
駐法國台北代表處
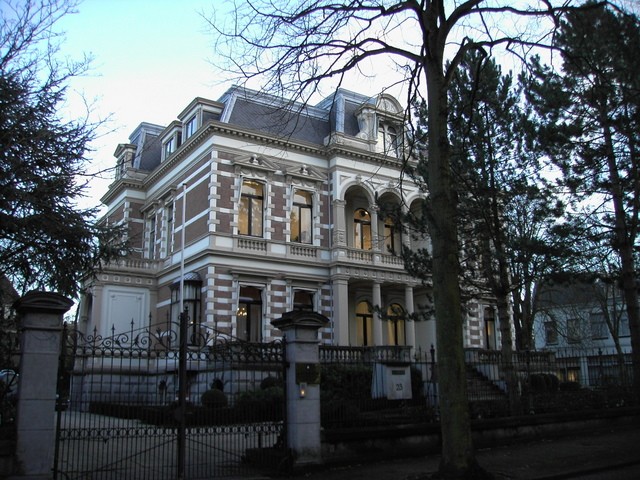
駐荷蘭台北代表處
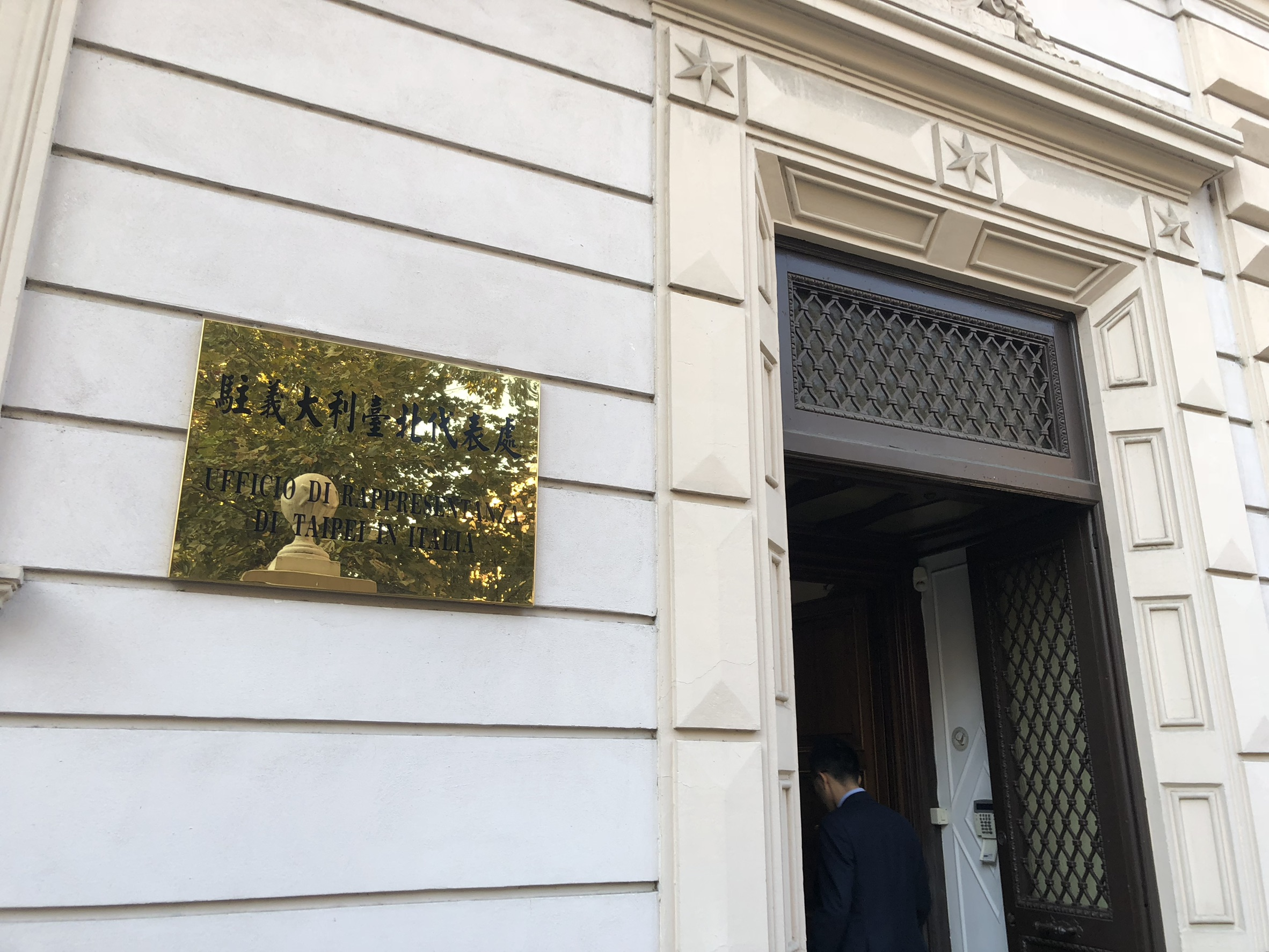
駐義大利臺北代表處
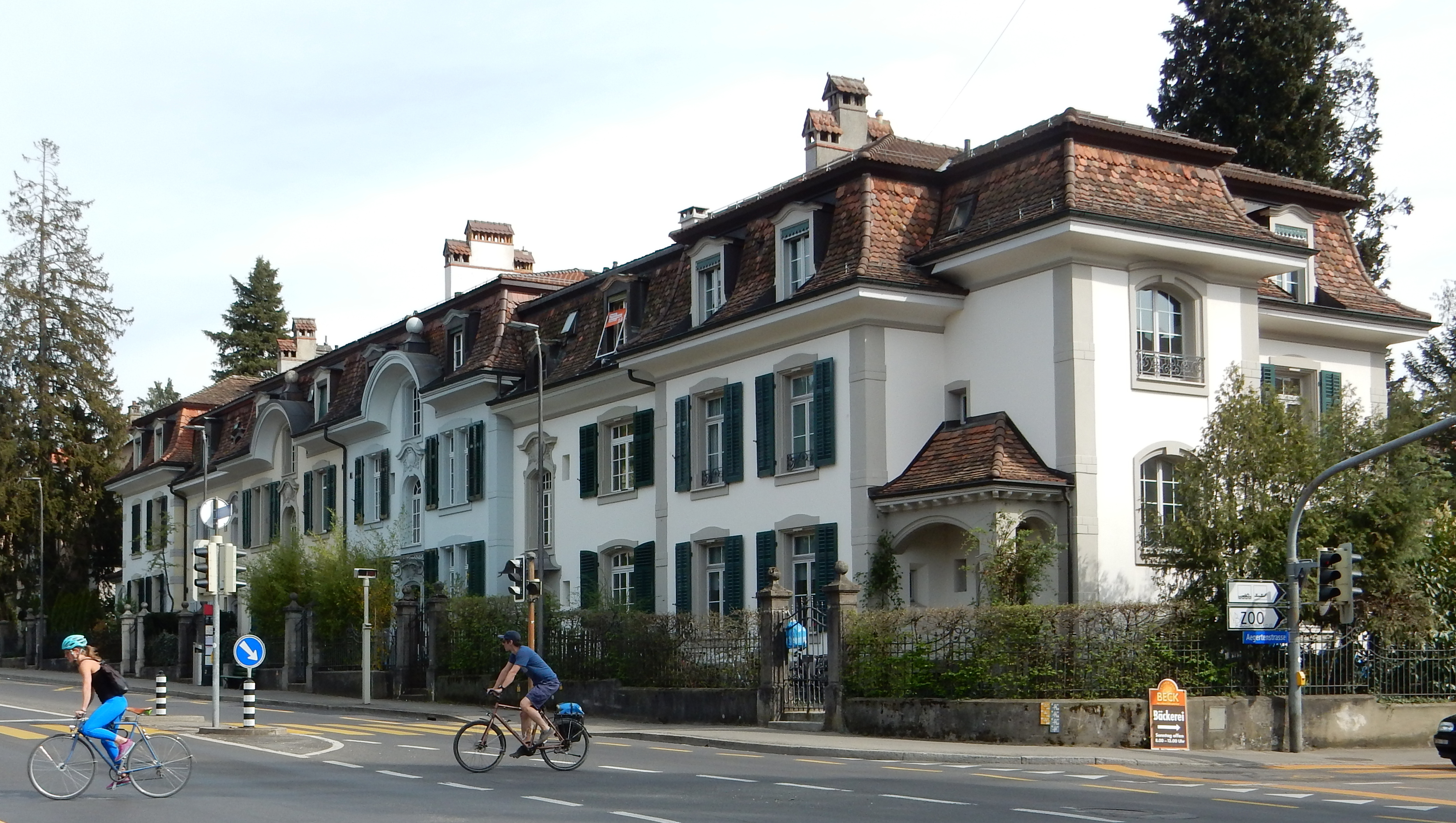
駐瑞士臺北文化經濟代表團（左）
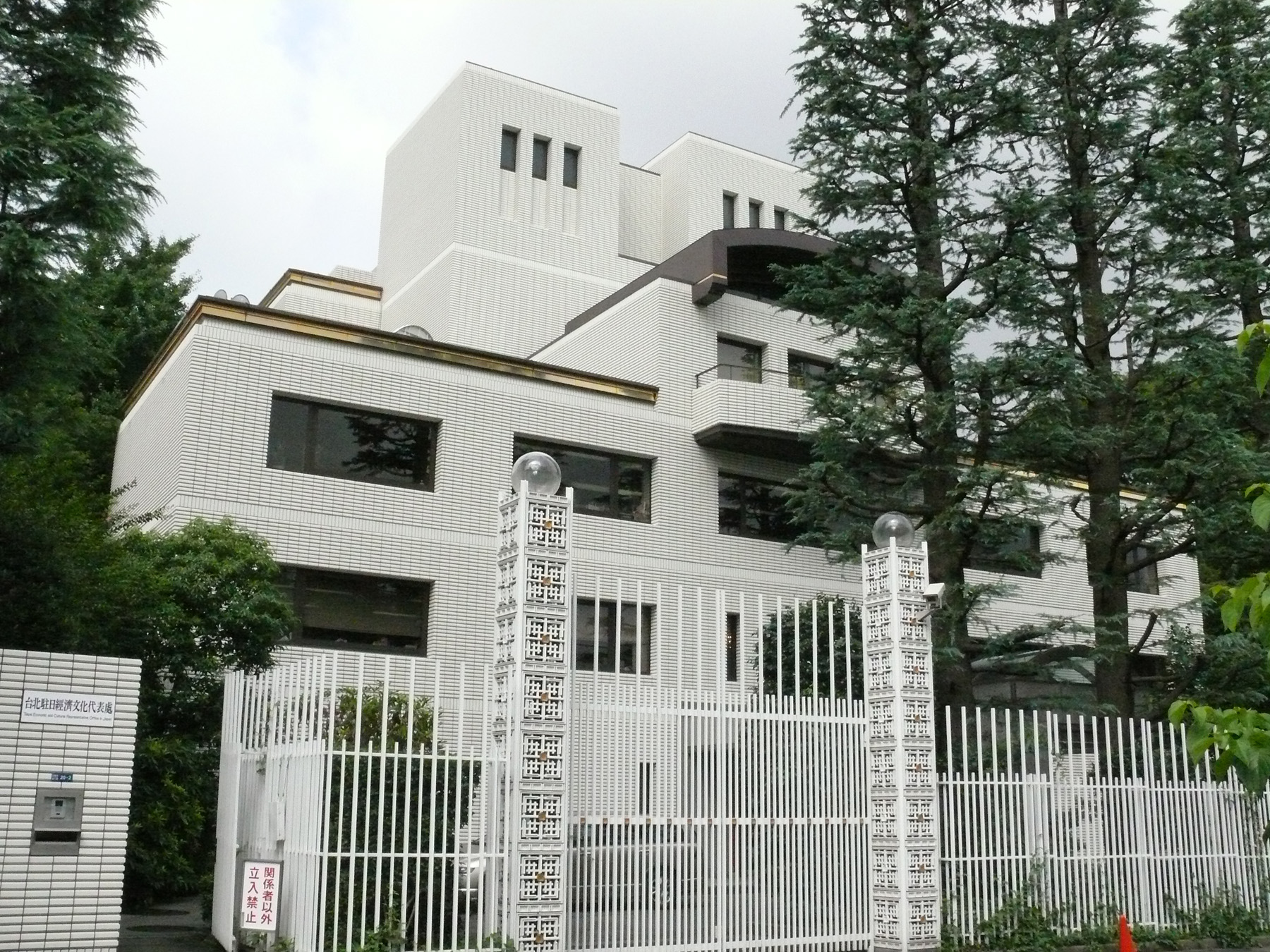
臺北駐日經濟文化代表處
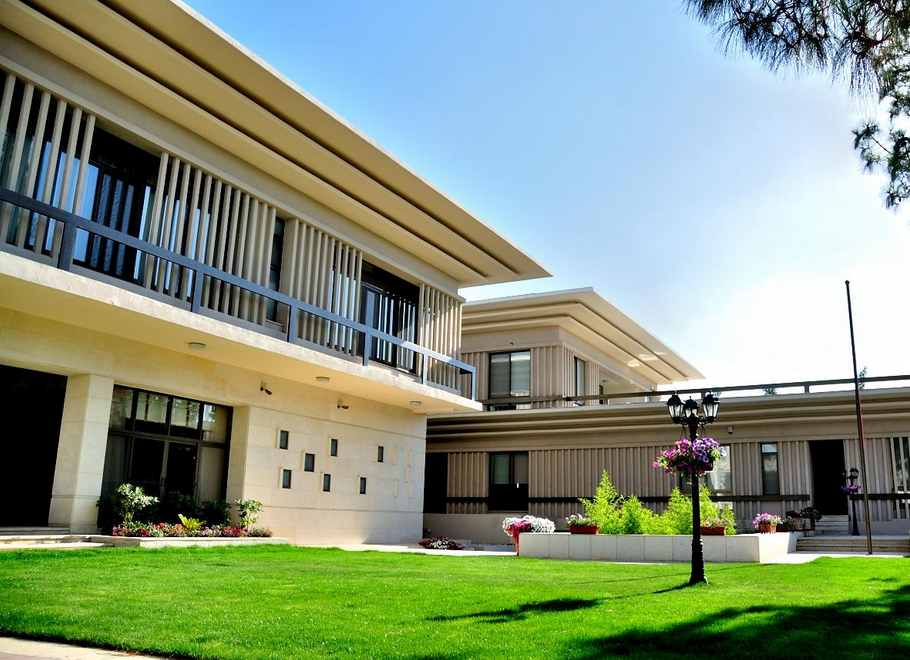
駐約旦臺北經濟文化辦事處
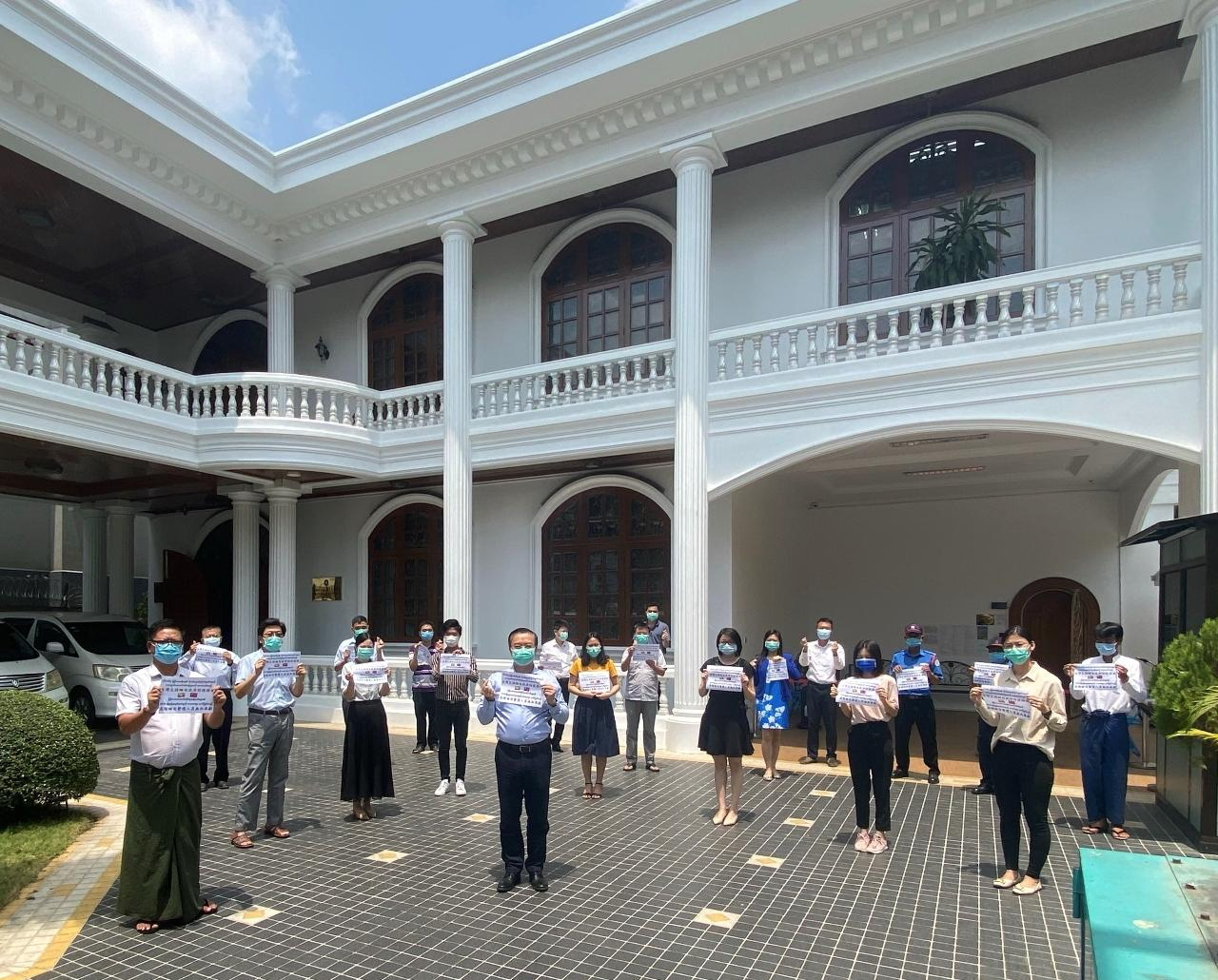
駐緬甸臺北經濟文化辦事處
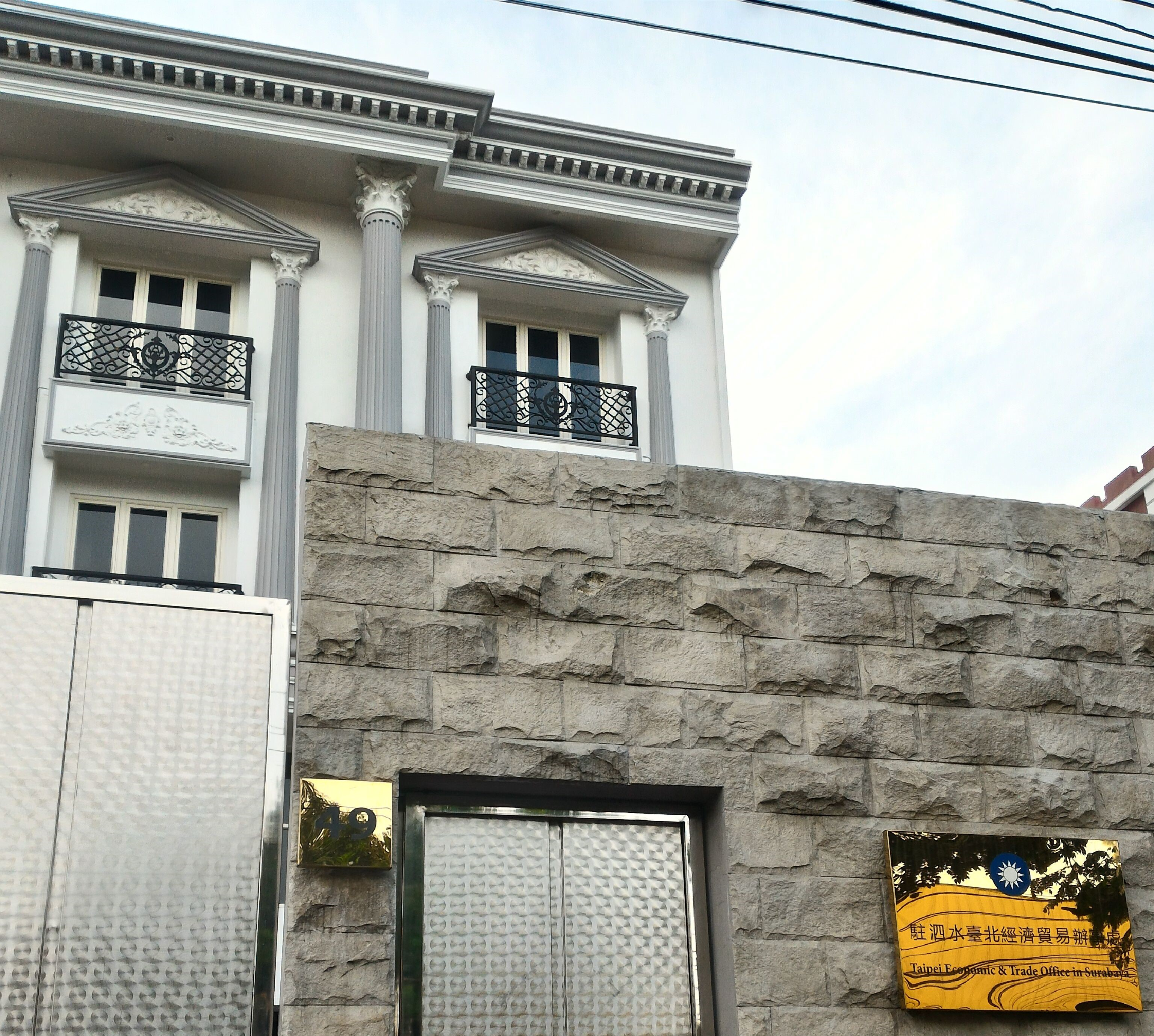
駐泗水臺北經濟貿易辦事處
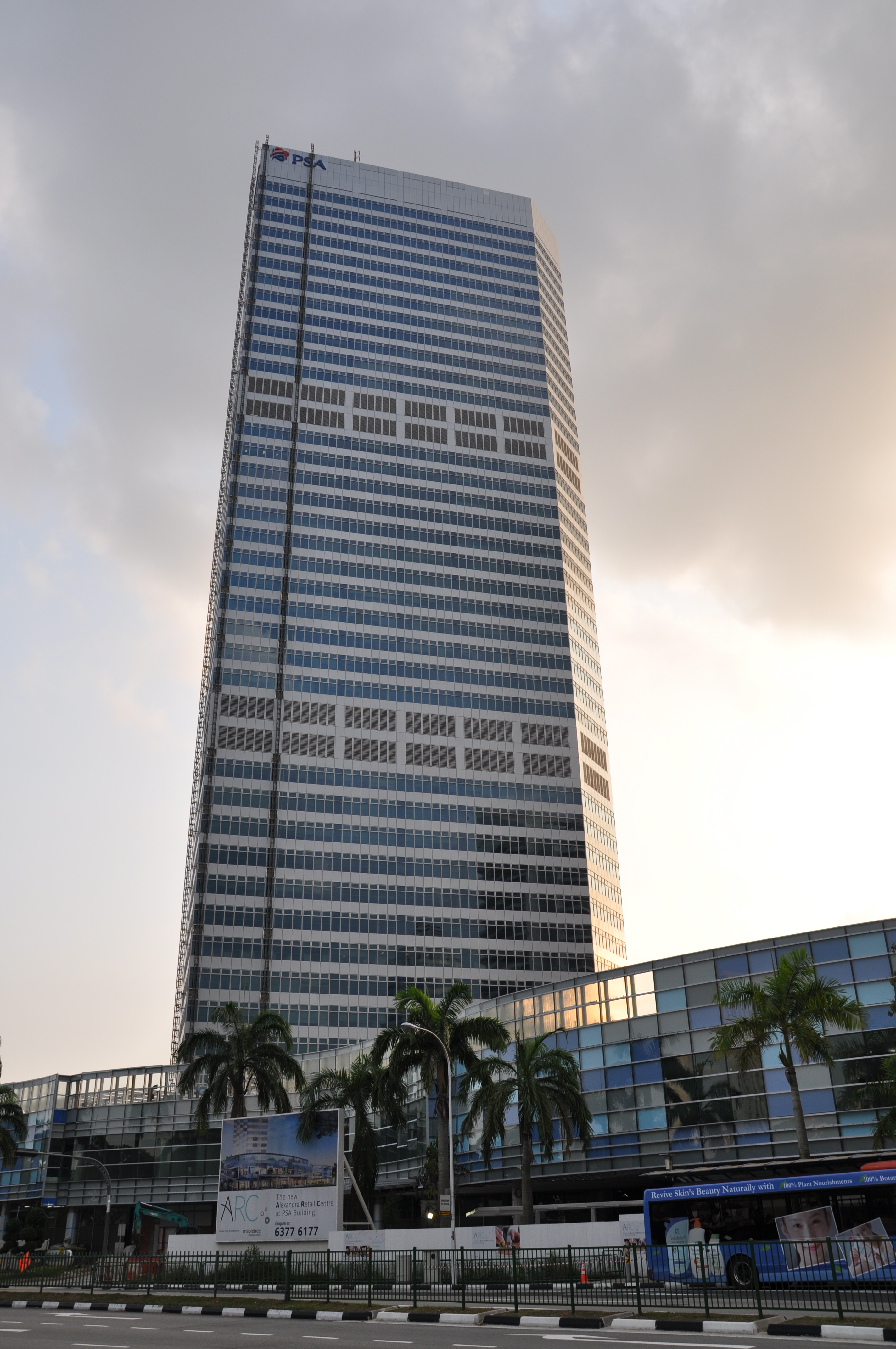
驻新加坡台北代表处（港务集团大厦）
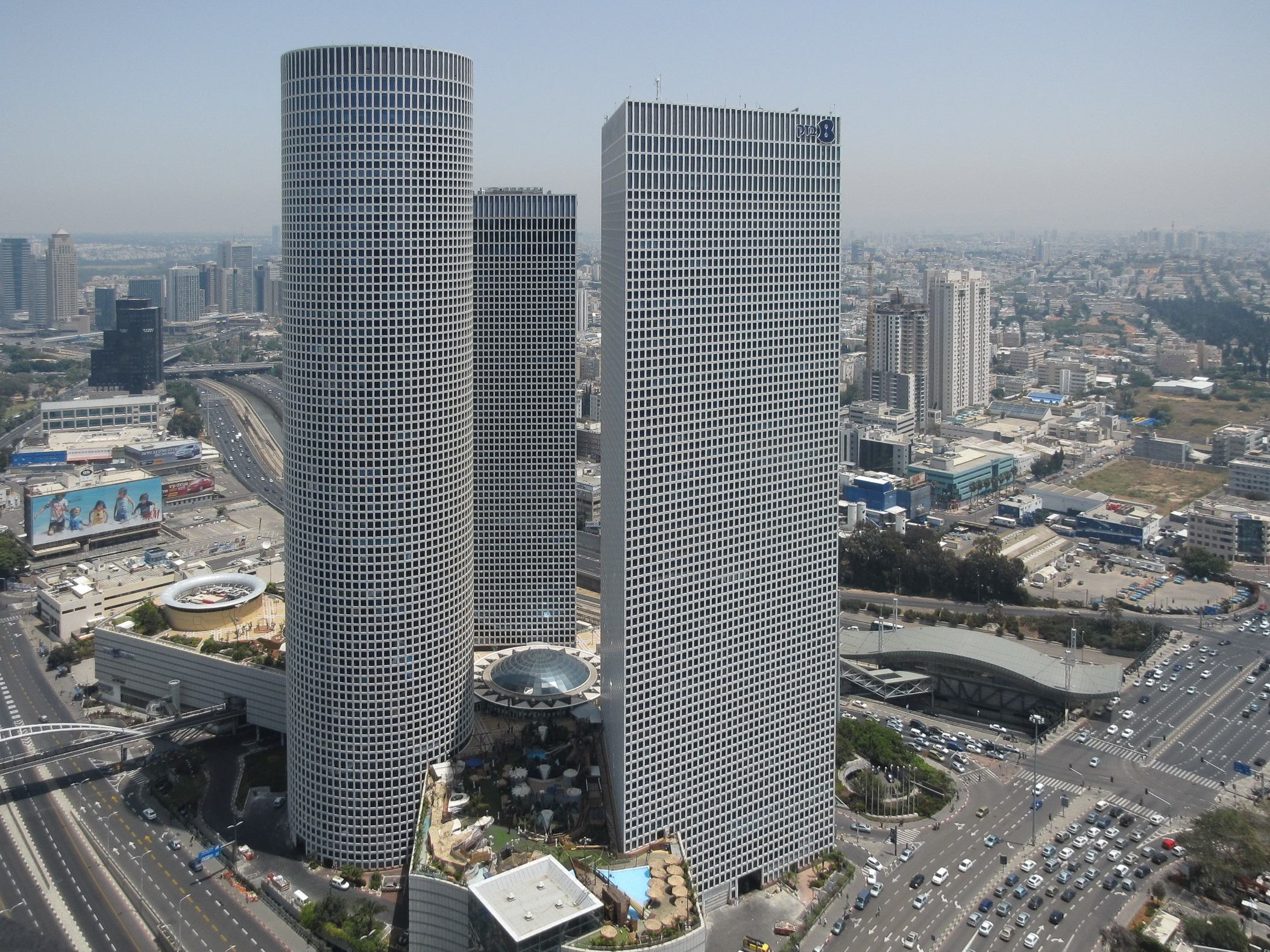
駐臺拉維夫臺北經濟文化辦事處（阿茲列里中心左棟）
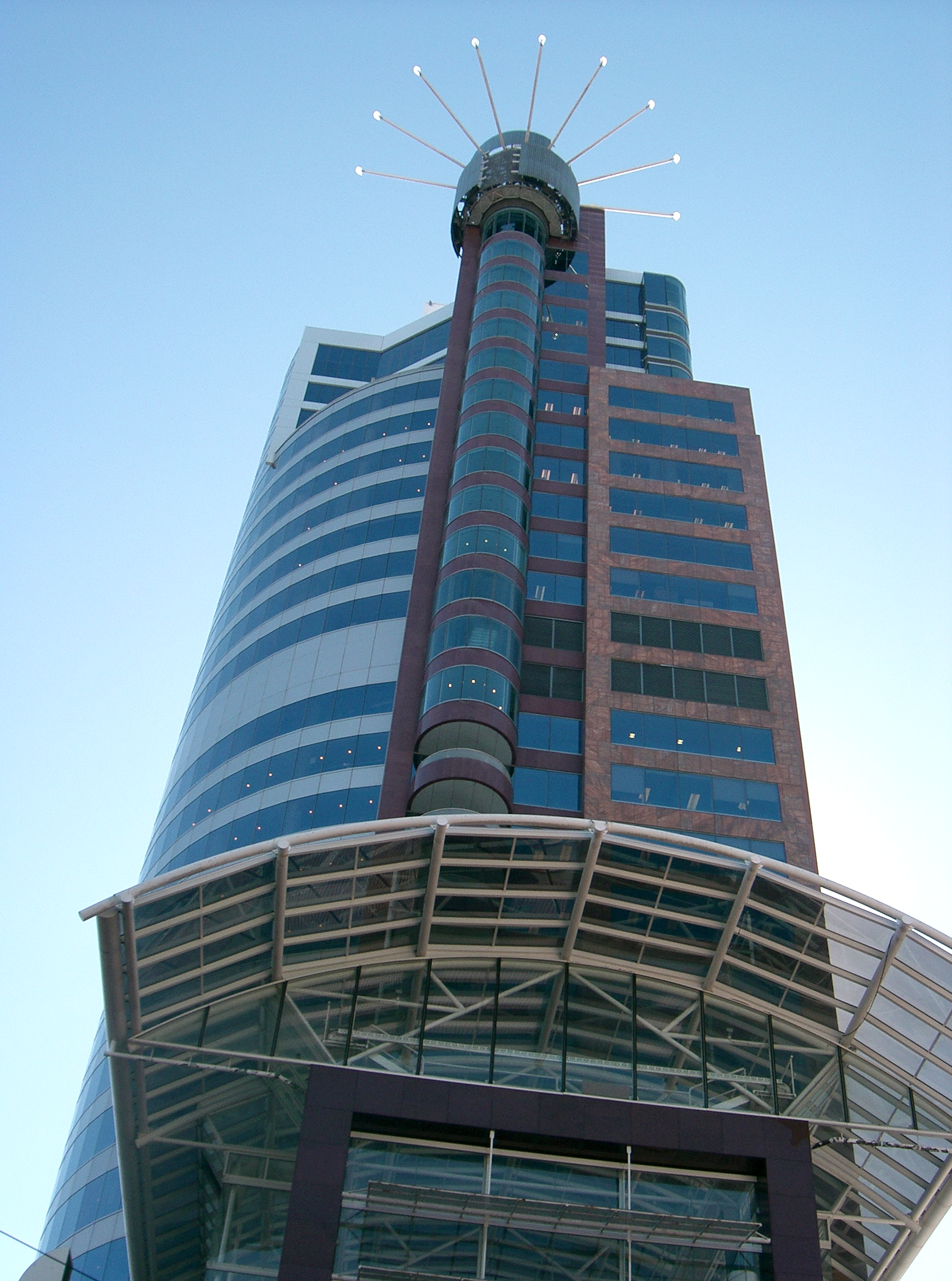
駐紐西蘭臺北經濟文化辦事處（Majestic中心（英语：Majestic Centre））
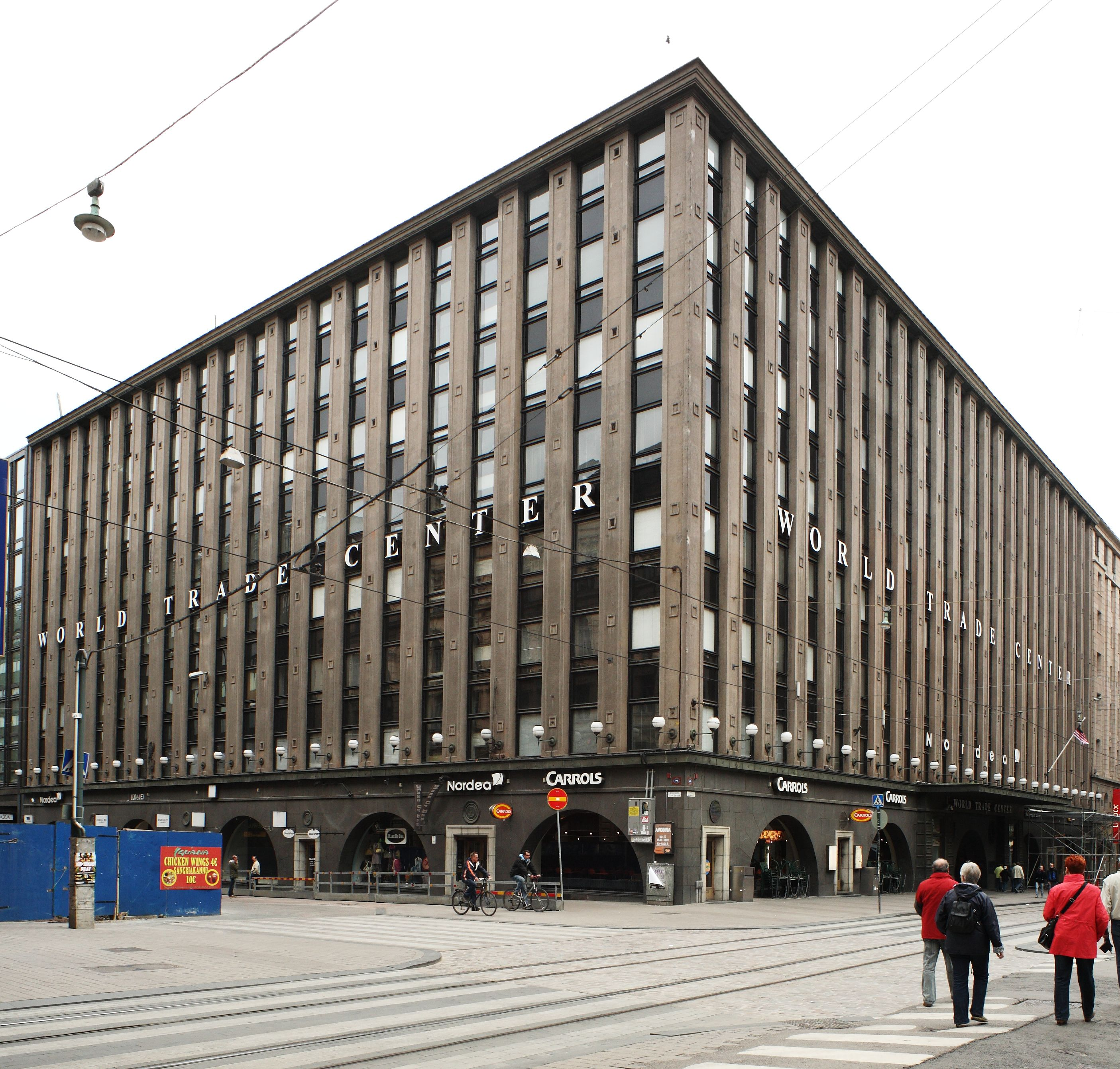
駐芬蘭臺北代表處（赫爾辛基世界貿易中心（英语：World Trade Center (Helsinki)））
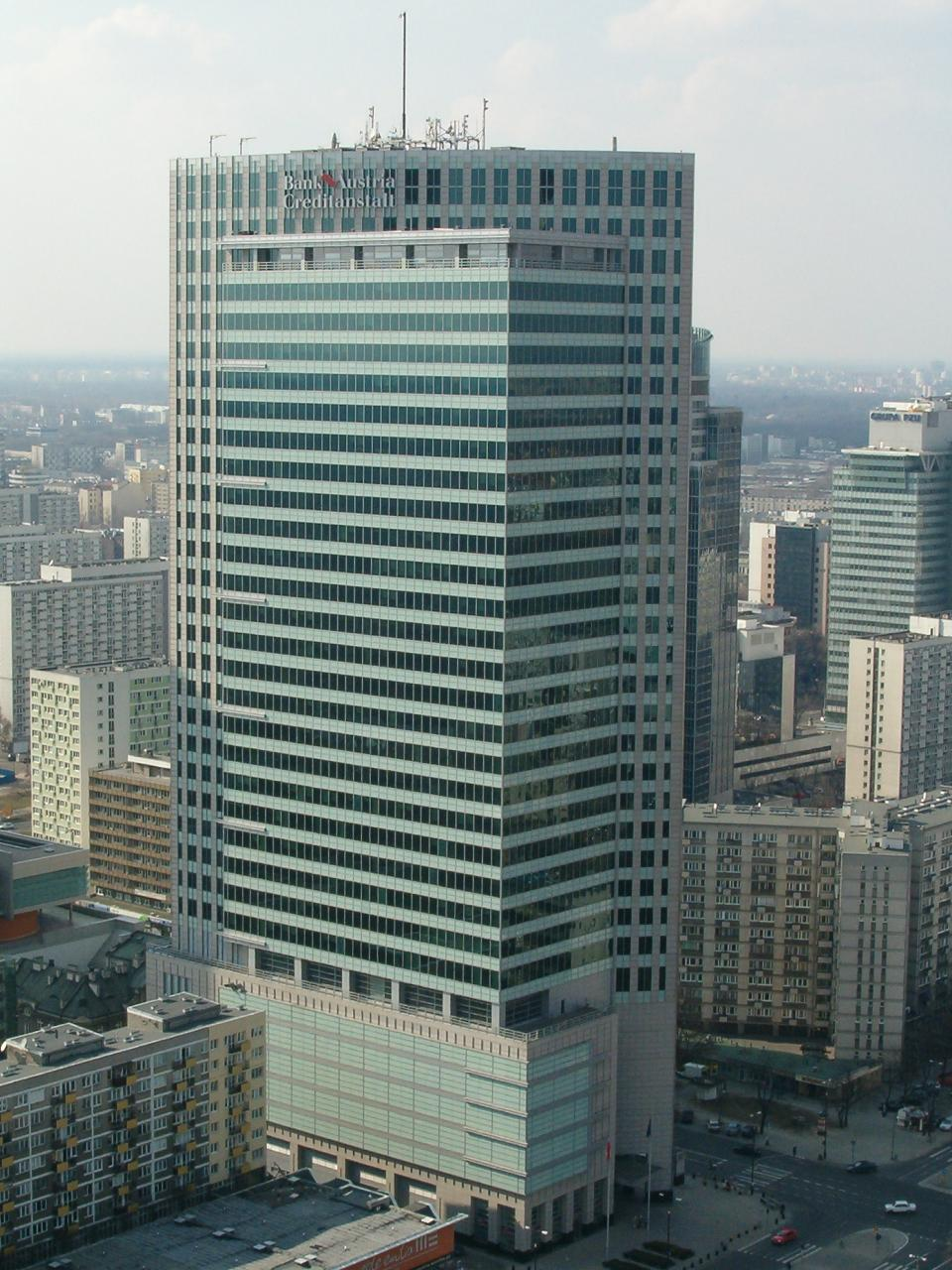
駐波蘭臺北代表處（華沙金融中心（英语：Warsaw Financial Center））
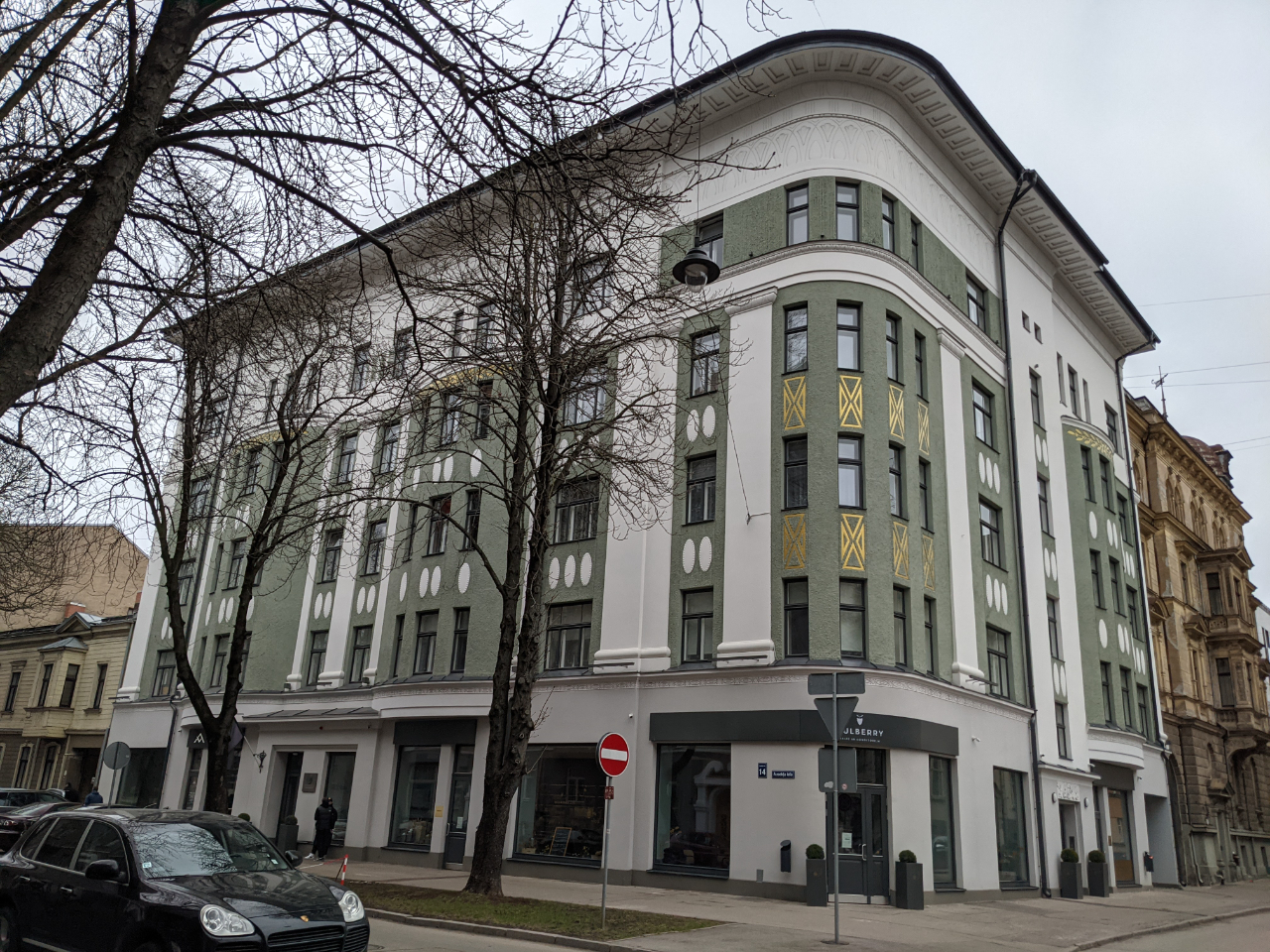
駐拉脫維亞臺北代表團所在大廈
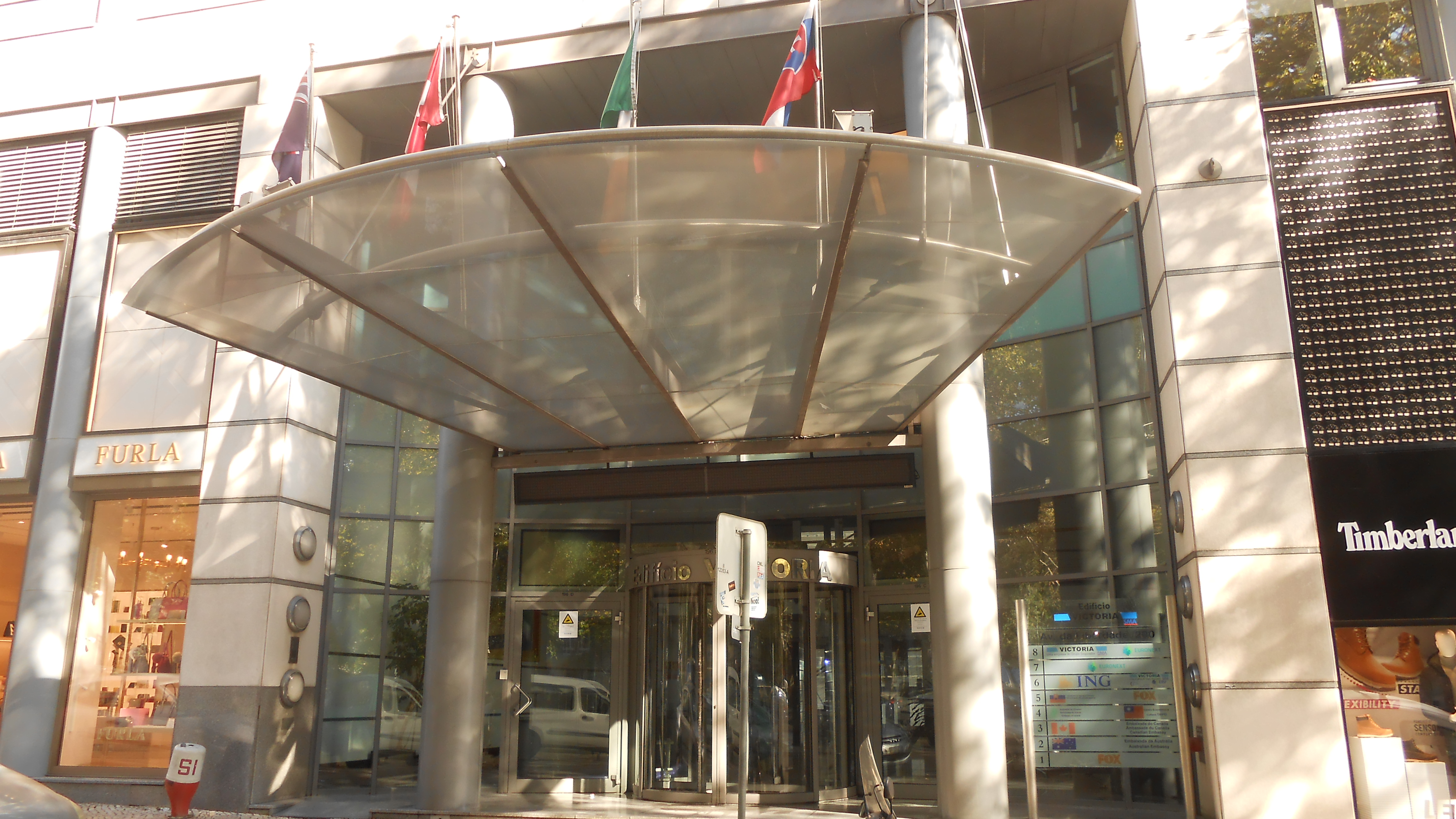
駐葡萄牙臺北經濟文化中心（維多利亞大廈）
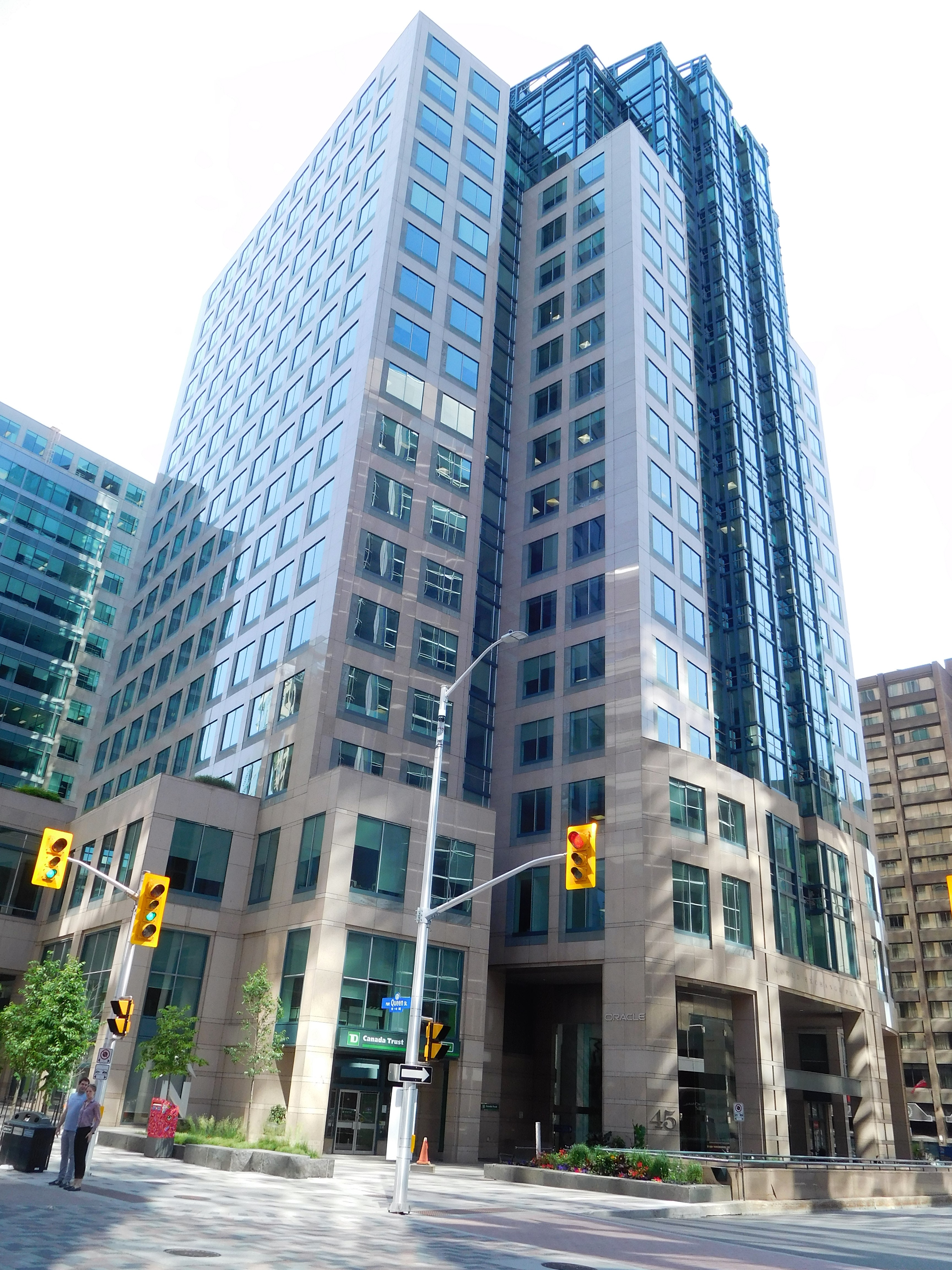
驻加拿大台北经济文化代表处（世界交易廣場（英语：World Exchange Plaza））
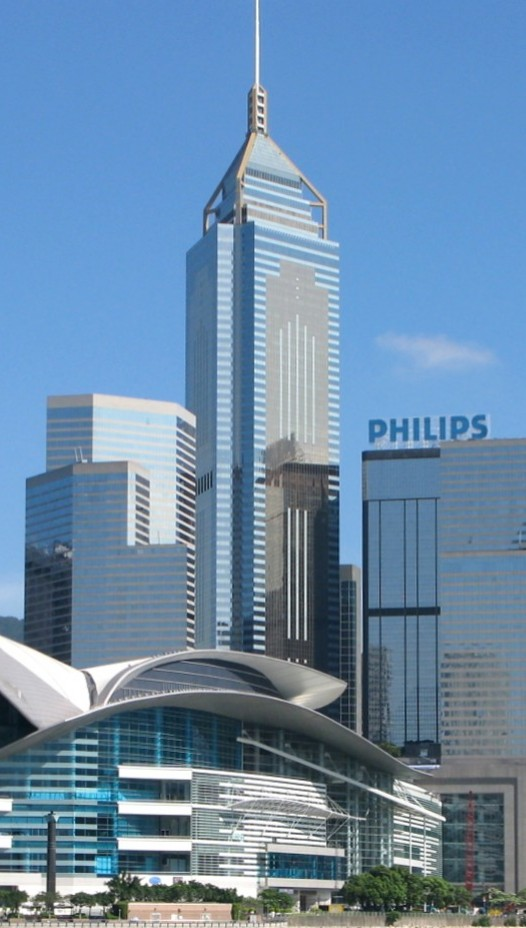
駐香港臺北經濟文化辦事處（中環廣場）
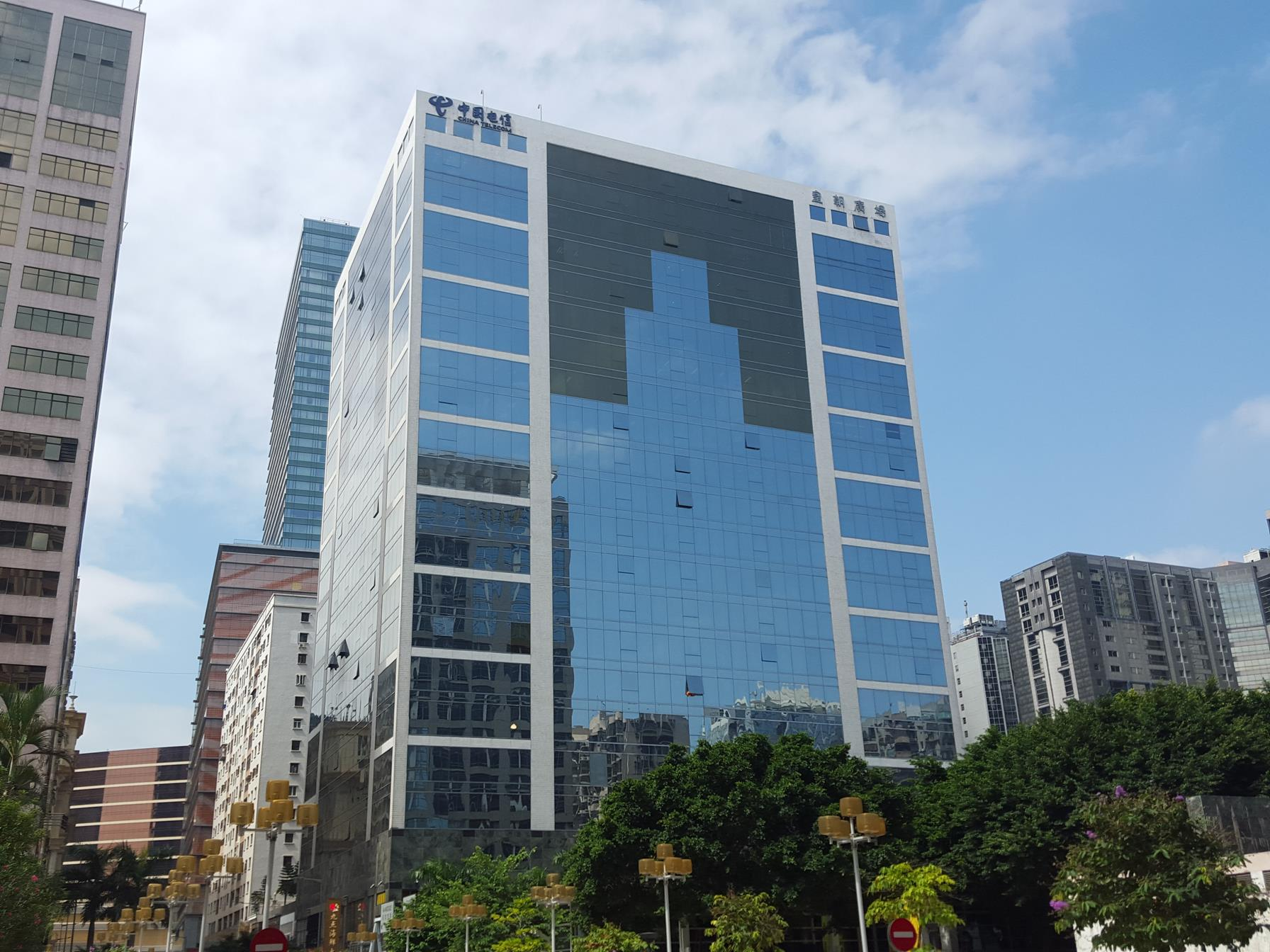
駐澳門臺北經濟文化辦事處（皇朝廣場）

## 备注
1. ↑  行政院新聞局派駐機構使用名称不一。1950年派駐英國「自由中國新聞處」[1]:58，1972年派駐奧地利「自由中國新聞資料供應社」[1]:18、派駐法國「法華經濟貿易觀光促進會」[1]:31，1973年派駐丹麥「自由中國新聞資料供應社」[1]:28。1980年7月，與中華民國全國商業總會共同設立「駐加拿大臺北中華貿易商會」[1]:24。
2. ↑  臺北是中華民國「中央政府所在地」，一般认为的中華民國首都。
3. ↑  有中华民国作者指出中華民國外交部相关文献对此类机构名称、设置时间存有歧異[1]:1—12。

## 外部連結
- 中華民國駐外單位聯合網站 （页面存档备份，存于） （繁體中文）